# Scaramuccia Trivulzio
Scaramuccia Trivulzio (né à Milan vers 1465, et mort à l'abbaye de Maguzzano , dans la région du lac de Garde, le 3 août 1527) est un cardinal italien du XVIe siècle.

## Famille
Il est le frère de Antonio IV Trivulzio (it) († 1519) 
, l'oncle de Cesare Trivulzio († 1548) et un parent des cardinaux Antonio Trivulzio, seniore († 1508), Agostino Trivulzio († 1548) et Antonio Trivulzio, iuniore († 1559) et est l'arrière-grand-oncle du cardinal Giangiacomo Teodoro Trivulzio († 1656).

## Repères biographiques

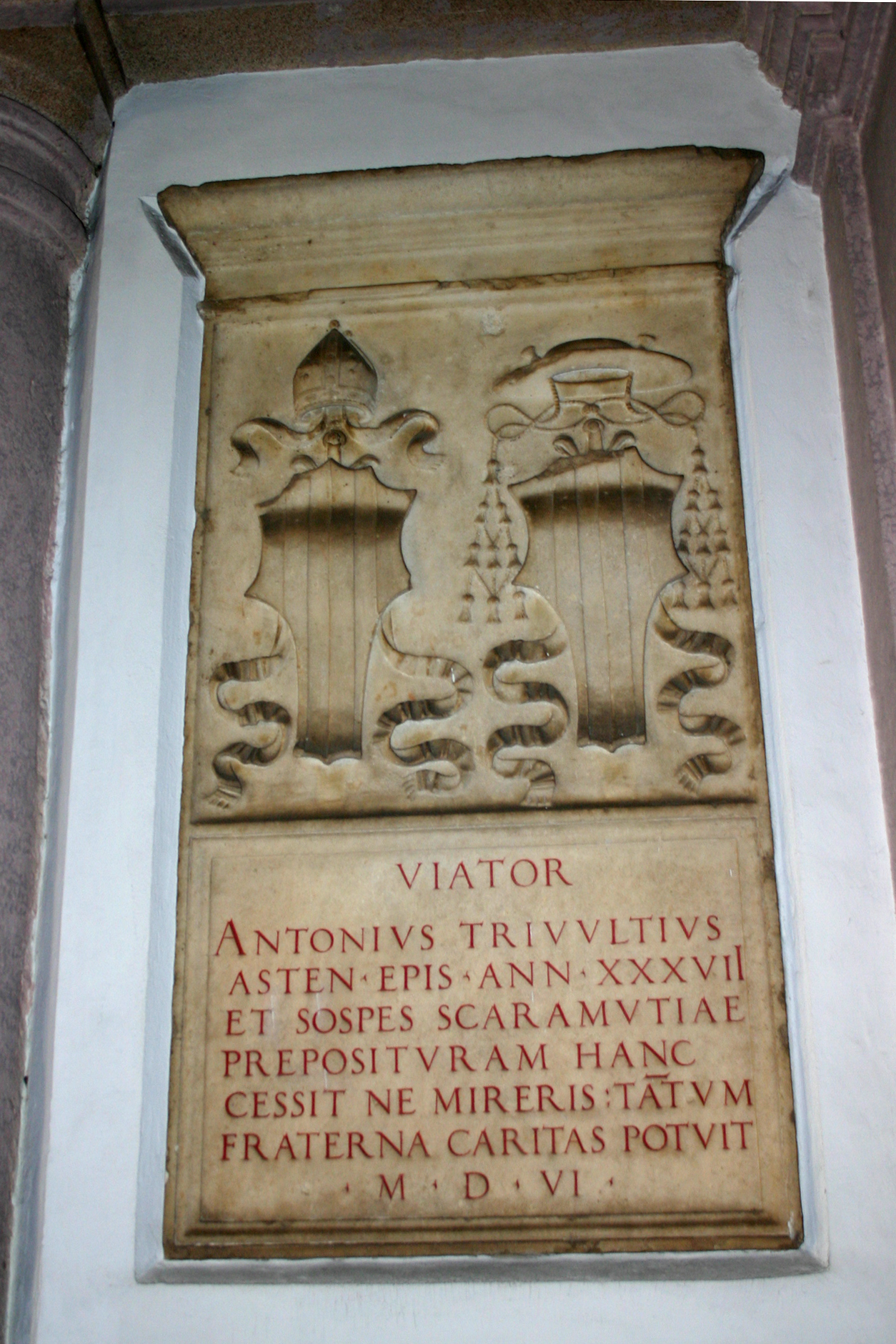
Plaque commémorant le don du bénéfice ecclésiastique d'une abbaye par le cardinal Antonio Trivulzio à son frère Scaramuccia Trivulzio († 1506) "qui fut à la tête de cette abbaye pendant 32 ans : telle fut la charité de mon frère".
La plaque se trouve désormais dans la pièce menant à l'escalier monumental du palais Trivulzio.

Scaramuccia Trivulzio est référendaire au tribunal suprême de la Signature apostolique, protonotaire apostolique et conseiller du roi Louis XII de France. Il est clerc à Milan. Trivulzio est élu évêque de Côme en 1508 et le restera jusqu'à sa mort.
Il s'oppose au pseudo concile de Pise (1511) organisé à l'instigation du roi de France Louis XII dont le but était la déposition du pape Jules II.
Trivulzio est créé cardinal par le pape Léon X lors du consistoire du 1er juillet 1517. Le cardinal Trivulzio est administrateur de Plaisance et de Vienne. Il participe au conclave de 1521-1522, lors duquel Adrien VI est élu et à celui de 1523 (élection de Clément VII).